# Eugène Séguy
Pour les articles homonymes, voir Séguy.

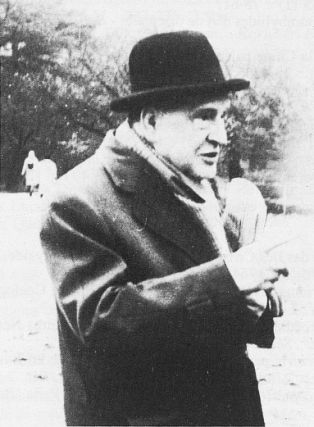
Eugène Séguy en 1970.

Eugène Séguy est un entomologiste français, spécialiste des diptères, né le 21 avril 1890 à Paris et mort le 1er juin 1985 à Villejuif.
Il a travaillé presque 50 ans au Muséum national d'histoire naturelle dont il a été directeur du laboratoire d'entomologie de 1955 à 1960.
Il a écrit plus de 20 ouvrages consacrés aux diptères, tant spécialisés que de vulgarisation, et plusieurs centaines d'articles scientifiques. Il est aussi connu des micrographes par des manuels de microscopie qui, bien qu'anciens, restent utiles aux amateurs.
Ses planches d'entomologie ont été rééditées, accompagnées d'une biographie par Jean-Paul Haenni, à l'occasion d'une exposition intitulée « Mouches » au Muséum de Neuchâtel en 2004-2005,.

## Liste partielle des publications
- 1925 : Faune de France. Diptères Nématocères: Ptychopteridae à Phlebotominae, 109 p., 179 fig.
- 1926 : Faune de France. Diptères Brachycères.Stratiomyidae à Omphralidae, 308 p., 685 fig.
- 1927 : Faune de France. Diptères Brachycères.Asilidae, 190 p., 384 fig.
- 1934 : Faune de France. Diptères Nématocères. Acalyptratae et Scatophagydae
- 1940 : Faune de France. Diptères Nématocères. Fungivoridae à Blepharocidae
- 1938 : La Vie des Mouches et des Moustiques, Delagrave
- 1951 : Les Diptères de France, collection Nouvel atlas d'entomologie, n°8, fasc 1,2,2 N, Boubée (Paris).
- 1951 : Ordre des Diptères in : Grassé P.P. Traité de Zoologie Tome X, premier fascicule, Masson
- 1936 : Code universel des couleurs 48 planches 720 couleurs, Lechevalier
- 1942 : Le microscope, Emploi et application, Volume 1, Lechevalier
- 1949 : Le microscope, Emploi et application, Volume 2, Lechevalier
- 1954 : Initiation à la microscopie, Boubée, (5e édition en 1987!)
- 1967 : Dictionnaire des termes d’entomologie, Lechevalier